# Gösta Rahmn
Erik Gustaf (Gösta) Andreas Rahmn, född 6 juni 1882 i Örgryte församling, Göteborgs och Bohus län, död 28 oktober 1941 i Göteborgs Johannebergs församling, var en svensk skolman och politiker (högern).
Rahmn avlade filosofie kandidatexamen vid Göteborgs högskola 1907 och filosofie licentiatexamen vid Uppsala universitet 1912. Han var 1907–1909 vikarierande adjunkt vid Göteborgs latinläroverk och 1908–1918 extra ordinarie lärare vid Göteborgs handelsinstitut, där han från 1919 var lektor i engelska och franska och 1929–1941 rektor. Som kommunalpolitiker var Rahmn ledamot av Göteborgs stadsfullmäktige 1924–1934 och av stadskollegiet 1932–1934. Som riksdagsman var han ledamot av första kammaren 1935–1939, invald i Göteborgs stads valkrets.
Rahmn blev riddare av Vasaorden 1933 och av Nordstjärneorden 1938. Han är begraven på Östra kyrkogården i Göteborg. Gösta Rahmn har fått en gata i Göteborg uppkallad efter sig, Gösta Rahmns gata, som sträcker sig längs med sydsidan av Göteborgs stadsteater.